# Huset Valois
 Der er for få eller ingen kildehenvisninger i denne artikel, hvilket er et problem. Du kan hjælpe ved at angive troværdige kilder til de påstande, som fremføres i artiklen.

Huset Valois regerede i Frankrig mellem 1328 og 1589.

## Oprindelse
Valois-slægten nedstammer fra grev Karl af Valois, der var søn af kong Filip 3. den Dristige af Frankrig og sønnesøn af kong Ludvig den Hellige (Ludvig den 9. af Frankrig).
Slægtens første konge var Filip 6. den heldige, der var søn af Karl af Valois. Han blev afløst af Johan 2. af Frankrig, der var sønnesøn af Karl af Valois.

## Hundredårskrigen
Edvard 3. af England var dattersøn af kong Filip 4. den Smukke af Frankrig. Hans krav på den franske trone var med til at udløse Hundredårskrigen, der varede fra 1337 til 1453.
Da Valois-slægten kom på den franske trone, gik personalunionen mellem Frankrig og Navarra i opløsning. Denne union blev først genoprettet, da Huset Valois uddøde i 1589.

## Hovedlinjen (1328-1498)
- 1328-1350: Filip 6. den heldige
- 1350-1364: Johan 2. af Frankrig den Gode
- 1364-1380: Karl 5. af Frankrig den vise
- 1380-1422: Karl 6. af Frankrig den gale
  - Ludvig 1. af Anjou (regent for Karl 6.) 1380-1382
- 1422-1461: Karl 7. af Frankrig den sejrrige
- 1461-1483: Ludvig 11. af Frankrig
- 1483-1498: Karl 8. af Frankrig den affable 1483-1498
  - Anne af Beaujeu (regent for Karl 8.) 1483-1484

## Huset Valois (Orléans-grenen) (1498–1515)
- 1498-1515: Ludvig 12.

## Huset Valois (Angoulême-grenen) (1515–1589)
- 1515-1547: Frans 1.
- 1547-1559: Henrik 2.
- 1559-1560: Frans 2.
- 1560-1574: Karl 9.
  - (Katarina af Medici (regerede for Karl 9. 1560-1563)
- 1574–1589: Henrik 3. (Konge af Polen og Storfyrste af Litauen, 1573 – 1574)